# Kypello Kyprou 1944-1945
La Kypello Kyprou 1944-1945 fu la 8ª edizione della coppa nazionale cipriota. Vide la vittoria finale dell'EPA Larnaca, giunto al suo primo titolo.

## Formula
Presero parta alla manifestazione tutte le sei squadre di A' Katīgoria: il torneo prevedeva tre turni: quarti, semifinali e finale entrambe di sola andata; la squadra di casa era scelta per sorteggio, così come per sorteggia furono scelte le due squadre ammesse direttamente alle seminfinali. Se una partita veniva pareggiata, si andava i tempi supplementari: in caso di ulteriore pareggio, era prevista la ripetizione sul campo della squadra che era in trasferta.

## Tabellone
|  | Quarti di finale    | Quarti di finale    | Quarti di finale    |                     |             | Semifinali  | Semifinali | Semifinali |  |  | Finale | Finale | Finale |  |
|  |                     |                     |                     |                     |             |             |            |            |  |  |        |        |        |  |
|  | EPA Larnaca         | EPA Larnaca         | bye                 |                     |             |             |            |            |  |  |        |        |        |  |
|  | EPA Larnaca         | EPA Larnaca         | bye                 |                     |             |             |            |            |  |  |        |        |        |  |
|  |                     |                     |                     |                     |             |             |            |            |  |  |        |        |        |  |
|  |                     | EPA Larnaca         | EPA Larnaca         | 4                   |             |             |            |            |  |  |        |        |        |  |
|  |                     |                     |                     | 4                   |             |             |            |            |  |  |        |        |        |  |
|  |                     |                     | AEL Limassol        | AEL Limassol        | 3           |             |            |            |  |  |        |        |        |  |
|  | AEL Limassol        | AEL Limassol        | AEL Limassol        | AEL Limassol        | 3           | 1           |            |            |  |  |        |        |        |  |
|  | AEL Limassol        | AEL Limassol        |                     |                     |             |             |            |            |  |  |        |        |        |  |
|  | Lefkoşa Türk        | Lefkoşa Türk        | 0                   |                     |             |             |            |            |  |  |        |        |        |  |
|  | Lefkoşa Türk        | Lefkoşa Türk        | 0                   |                     | EPA Larnaca | EPA Larnaca | 3          |            |  |  |        |        |        |  |
|  |                     |                     |                     |                     |             |             |            |            |  |  |        |        |        |  |
|  |                     |                     | APOEL               | APOEL               | 1           |             |            |            |  |  |        |        |        |  |
|  | APOEL               | APOEL               | APOEL               | APOEL               | 1           | 4           |            |            |  |  |        |        |        |  |
|  | APOEL               | APOEL               |                     |                     |             |             |            |            |  |  |        |        |        |  |
|  | Olympiakos Nicosia  | Olympiakos Nicosia  | 0                   |                     |             |             |            |            |  |  |        |        |        |  |
|  | Olympiakos Nicosia  | Olympiakos Nicosia  | 0                   |                     | APOEL       | APOEL       | 2          |            |  |  |        |        |        |  |
|  |                     |                     |                     |                     | APOEL       | APOEL       | 2          |            |  |  |        |        |        |  |
|  |                     |                     | Pezoporikos Larnaca | Pezoporikos Larnaca | 0           |             |            |            |  |  |        |        |        |  |
|  | Pezoporikos Larnaca | Pezoporikos Larnaca | Pezoporikos Larnaca | Pezoporikos Larnaca | 0           | bye         |            |            |  |  |        |        |        |  |
|  | Pezoporikos Larnaca | Pezoporikos Larnaca |                     |                     |             |             |            |            |  |  |        |        |        |  |
|  |                     |                     |                     |                     |             |             |            |            |  |  |        |        |        |  |

## Quarti di finale
Le partite sono state giocate il 18 febbraio 1945.
| Squadra 1           | Risultato | Squadra 2               |
| ------------------- | --------- | ----------------------- |
| AEL Limassol        | 1 - 0     | Lefkoşa Türk (A')       |
| APOEL               | 4 - 0     | Olympiakos Nicosia (A') |
| EPA Larnaca         | Bye       |                         |
| Pezoporikos Larnaca | Bye       |                         |

## Semifinali
| Squadra 1    | Risultato | Squadra 2           |
| ------------ | --------- | ------------------- |
| APOEL        | 2 - 0     | Pezoporikos Larnaca |
| AEL Limassol | 3 - 4     | EPA Larnaca         |

## Finale
| Arbitro: | Faik Mouftizate |

|                                                               |           |                           |
| Kokos Chimonides 50’ Kokos Chimonides 63’ Dikran Misirian 68’ | Marcatori | 30’ Likourgos Archontides |